# Ivan Klasnić
Ivan Klasnić [ˈiʋan ˈklasnitɕ] (29 de gener de 1980) nascut a la ciutat alemanya d'Hamburg, fill d'una família bòsnio-croata, és un exfutbolista croat.

## Trajectòria

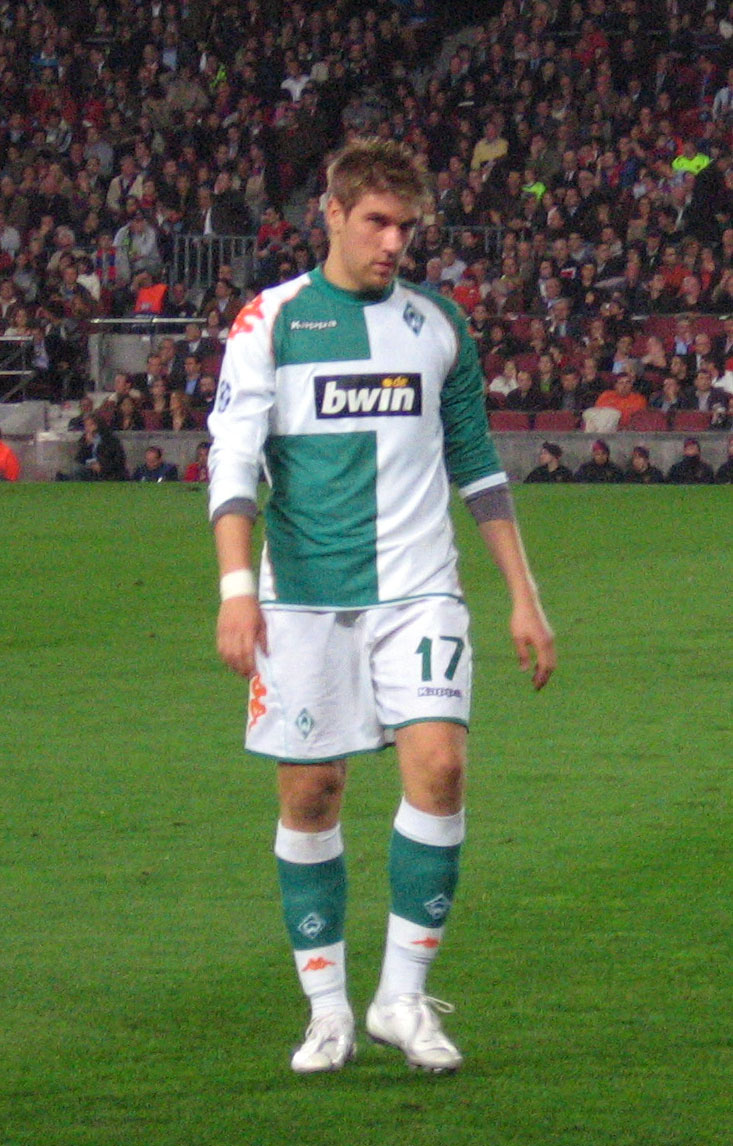
Ivan Klasnić a Werder Bremen el 2006.

Ha jugat a l'Union 03 Hamburg, TSV Stellingen, FC St. Pauli d'Hamburg i al Werder Bremen, tots a Alemanya. El 14 de maig de 2008 el Werder Bremen confirmà que Klasnic deixava el club a final de temporada. Va passar primer per l'FC Nantes i posteriorment al Bolton Wanderers.
Klasnić refusà jugar amb les seleccions d'Alemanya i de Bòsnia i Hercegovina, decidint-se per la selecció croata. Ha disputat l'Euro 2004, Mundial 2006 i Euro 2008.
El gener del 2007 li fou diagnosticat un problema de ronyó, essent necessaris dos trasplantaments.